# Železný kříž

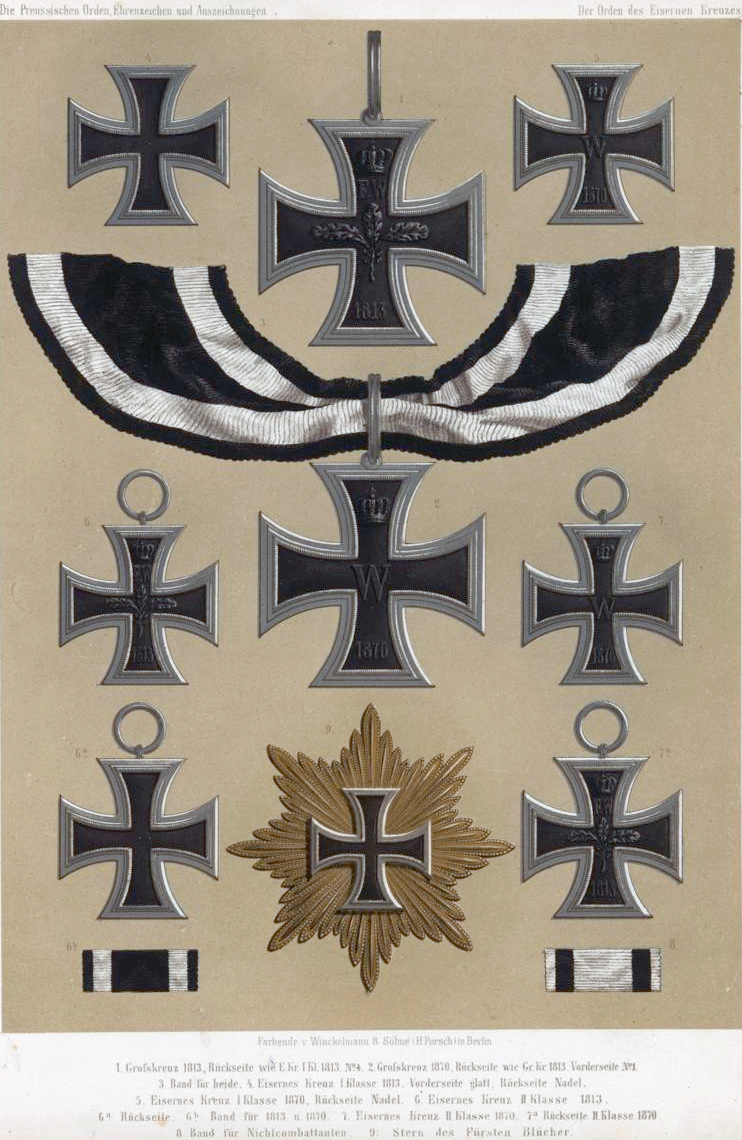
Různé iterace z let 1813 až 1870

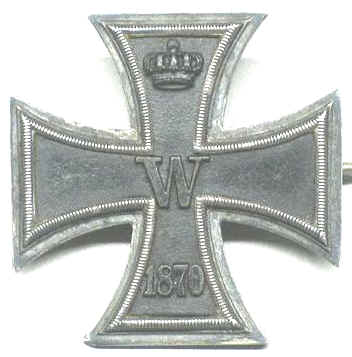
Železný kříž z roku 1870

Železný kříž (německy das Eiserne Kreuz) je německé a původně pruské válečné vyznamenání.
Zřízeno bylo pruským králem Fridrichem Vilémem III. a poprvé uděleno 10. března 1813. Po květnu roku 1945 se udělovat přestal, avšak jeho stylizované symboly jsou používány jako logo a výsostné znaky bojové techniky Bundeswehru.
Železný kříž byl udělován pouze v době válečného stavu. Kromě napoleonských válek to bylo v prusko-rakouské, prusko-francouzské, první a druhé světové válce. Ačkoliv byl vojenským vyznamenáním, několik jich bylo uděleno i civilním osobám za výkony ve vojenských funkcích. Příkladem může být pilotka Hanna Reitsch (jedna ze dvou žen, kterým byl za druhé světové války udělen). Železný kříž I. třídy obdržela od Hitlera za statečnost projevenou při testování letadel.
Kříž podobný maltézskému byl původně symbolem Řádu německých rytířů. Od roku 1870 se jeho stylizovaná podoba používala jako symbol německých ozbrojených sil.

## Design
Železný kříž má tvar černého tlapatého kříže s bílou obrubou. Navržen byl s podobou maltézského kříže neoklasicistním architektem K. F. Schinkelem a odrážel znaky kříže používaného německými rytíři ve 14. století, který byl také znakem Fridricha II. Velikého.
V protikladu k jiným vyznamenáním měl kříž jednoduchý design bez příkras, a byl vyráběn z relativně laciných materiálů. Původní verze byly odlévány ze železa, později z hliníku a zinku.
Stužka ke kříži z let 1813, 1870, a 1914 byla černá, s dvěma bílými proužky. Kříž udělovaný civilistům měl barvy obrácené.
Na každém kříži – jeho spodním rameni, je vyznačen rok prvního udělení verze (počátku konkrétní války), existují tedy verze 1813, 1870, 1914 a 1939.
Bylo také možné, že držitel kříže z roku 1914 byl za druhé světové války oceněn vyšším stupněm z roku 1939. V těchto případech se stuha 1939 připínala k původnímu kříži z roku 1914. Podobná situace s držiteli kříže 1870 vyznamenanými v první světové válce byla velmi vzácná (hlavním důvodem byl velký časový odstup a i menší počet jeho nositelů).

## Časné verze
Kříž byl založen 10. března 1813 ve Vratislavi a udělován vojákům během osvobozovací války proti Napoleonovi. Pruský král a německý císař Vilém I. potvrdil jeho udělování 19. července 1870, během Prusko-francouzské války. Jeho držitelé, kteří byli v činné službě i v roce 1895 byli oprávněni nosit i stužku s číslicí „25“ na třech dubových ratolestech.
Císař Vilém II. Pruský znovu zavedl vyznamenání 5. srpna 1914, krátce po začátku první světové války. Během těchto tří válek byl kříž udělován pruským králem, ale díky jeho vedoucí úloze v Německém císařství, které vzniklo roku 1871 je všeobecně považováno za nejvyšší německé vyznamenání.
Kříž z let 1813, 1870 a 1914 měl tři stupně:
- Železný kříž II. třídy
- Železný kříž I. třídy
- Velkokříž Železného kříže (německy Großkreuz des Eisernen Kreuzes, často jen jednoduše Großkreuz)

Velkokříž byl určen pro vyšší generálské hodnosti německé armády. Ještě vyšší vyznamenání Hvězda Velkokříže bylo uděleno pouze dvakrát. Nositeli byli polní maršál von Blücher v roce 1813 a Hindenburg v roce 1918. Udělení třetího bylo zvažováno za druhé světové války pro „nejúspěšnějšího generála“, ale nakonec se tak nikdy nestalo.